# История про Аттилу
История про Аттилу (бел. Гісторыя пра Атылу) — литературный памятник второй половины XVI века на западнорусском письменном языке на основе исторического романа венгерского писателя и гуманиста Миклоша Олаха.

## Сюжет
В произведении представлены события V века во времена Великого переселения народов описывая военные походы гуннских племен во главе с «бичом божьим» Аттилой в Италию и Галлию, осады городов, знаменитая битва на каталаунских полях и прочие.
В повести раскрывается героизм европейских народов в борьбе с нашествием варваров, Аттила показан как великий полководец, предводитель гуннов, отождествляемых с венграми и представленных как положительный герои европейской истории.

## Описание
Перевод был сделан с польского печатного издания 1574 года, известен в единственном списке, так называемом Познанском сборнике (около 1580 года), происходящем из Новогрудка.
Произведение отражает взгляды передовых венгерских кругов эпохи Возрождения, которые перед лицом турецкой опасности мечтали о мудром и могущественном вожде нации, считали гуннов своими предками в патриотических и просветительских целях, стремились воссоздать героические страницы своего народа. Перевод этого исторического рассказа свидетельствует об огромном интересе в Великом Княжестве Литовском к произведениям исторической и героической тематики, к истории других стран и народов. Перевод выполнен в светском стиле западнорусского языка, свободном от архаичных старославянских элементов.